# Elisabetta De Blasis
Elisabetta De Blasis (ur. 30 kwietnia 1974 w Avezzano) – włoska polityk, lekarka i działaczka samorządowa, posłanka do Parlamentu Europejskiego IX kadencji.

## Życiorys
W 1999 ukończyła studia medyczne na Università degli Studi dell’Aquila, na tej samej uczelni uzyskała specjalizację z kardiologii (2003) oraz magisterium z kardiologii sportowej (2007). Podjęła pracę w zawodzie lekarki, obejmowała stanowiska dyrektora medycznego w szpitalach kardiologicznych w miejscowościach Avezzano i L’Aquila.
Zaangażowała się w działalność polityczną w ramach Forza Italia. Z ramienia tej partii w 2017 została wybrana na radną miejską w L’Aquili. Przeszła później do Ligi Północnej, z listy której w 2019 bez powodzenia kandydowała do Europarlamentu.
W 2020 dołączyła do partii Bracia Włosi. W 2022 powróciła do FI. Jeszcze w tym samym roku ponownie związała się ze środowiskiem politycznym Ligi. W listopadzie 2022 objęła mandat posłanki do PE IX kadencji. We wrześniu 2023 zrezygnowała z członkostwa w Lidze. Później ponownie przeszła do ugrupowania Bracia Włosi.